# Condado de Santa Marta
El condado de Santa Marta es un título nobiliario español concedido en 15 de noviembre de 1442 por el rey Juan II de Castilla a favor de Diego Pérez Sarmiento y Manrique, adelantado mayor de Galicia y señor de Mucientes y Santa Marta de Ortigueira.

## Denominación
La denominación del título se refiere a Santa Marta de Ortigueira, en la provincia de La Coruña.

## Condes de Santa Marta
|                                  | Titular                                                     | Periodo                          |
| Creación por Juan II de Castilla | Creación por Juan II de Castilla                            | Creación por Juan II de Castilla |
| -------------------------------- | ----------------------------------------------------------- | -------------------------------- |
| I                                | Diego Pérez Sarmiento y Manrique                            | 1442-1466                        |
| II                               | Bernardino Pérez Sarmiento                                  | 1466-1476                        |
| III                              | Francisco Pérez Sarmiento y Sarmiento                       | 1476-¿?                          |
| IV                               | Isabel Pérez Sarmiento de Zúñiga                            | ¿?-¿?                            |
| V                                | Pedro Álvarez de Osorio y Pérez Sarmiento                   | ¿?-1560                          |
| VI                               | Álvaro Pérez de Osorio y Pimentel de Herrera                | 1560-1567                        |
| VII                              | Antonio Pedro Álvarez de Osorio y Toledo                    | 1567-1589                        |
| VIII                             | Alonso Pérez de Osorio y Pimentel de Herrera                | 1589-1592                        |
| IX                               | Pedro Álvarez de Osorio y Osorio de Castro                  | 1592-1613                        |
| X                                | Álvaro Pérez de Osorio y Manrique de Lara                   | 1613-1659                        |
| XI                               | Antonio Pedro Sancho Dávila y Osorio                        | 1659-1689                        |
| XII                              | Ana Dávila y Osorio                                         | 1689-1692                        |
| XIII                             | Melchor de Guzmán Dávila Manrique de Zúñiga y Osorio        | 1692-1710                        |
| XIV                              | Ana Nicolasa Osorio de Guzmán y Dávila                      | 1710-¿?                          |
| XV                               | Ventura Antonio Osorio de Moscoso                           | ¿?-1734                          |
| XVI                              | Ventura Antonio Osorio de Moscoso y Fernández de Córdoba    | 1734-1776                        |
| XVII                             | Vicente Joaquín Osorio de Moscoso y Guzmán                  | 1776-1816                        |
| XVIII                            | Vicente Ferrer Isabel Osorio de Moscoso y Álvarez de Toledo | 1816-1837                        |
| XIX                              | Vicente Pío Osorio de Moscoso y Ponce de León               | 1837-1864                        |
| Rehabilitación por Alfonso XIII  |                                                             |                                  |
| XX                               | Fernando Osorio de Moscoso y López                          | 1915-1977                        |
| XXI                              | María de la Blanca Barón y Osorio de Moscoso                | 1983-1988                        |
| XXII                             | Rafael Castellano y Barón                                   | 1988-2011                        |
| XXIII                            | Marta Castellano de la Chica                                | 2011-actual titular              |

## Historia de los condes de Santa Marta
- Diego Pérez Sarmiento y Manrique (m. Mucientes, febrero/9 de marzo de 1466), I conde de Santa Marta, adelantado mayor de Galicia[1] y señor de Mucientes y Santa Marta de Ortigueira. Era hijo de García Fernández Sarmiento,[2] señor de Ribadavia y Sasamón, adelantado mayor de Galicia, y de su esposa Leonor Manrique.[3]

Casó en 1427 con Teresa de Zúñiga, asesinada en 1470 por los irmandiños, hija de Diego López de Zúñiga, señor de Monterrey y mayordomo mayor de la infanta Catalina de Castilla, y de su esposa Elvira Rodríguez, señora de Biedma. No tuvo sucesión legítima. Tuvo varios hijos ilegítimos, posteriormente legitimados, entre ellos García, que iba a sucederle, pero al final, en su testamento de 1465, nombró como su sucesor a Bernardino, tenido con su esclava, llamada Úrsula, a quien el rey Enrique IV de Castilla legitimó, el 16 de octubre de 1457, y a quien prohijó su esposa Teresa.
- Bernardino Pérez Sarmiento (c. 1452-Valladolid, 1522), II conde de Santa Marta, I conde de Ribadavia y adelantado mayor de Galicia.[6][7]

Casó el 22 de mayo de 1473 con María Pimentel de Castro —hija de Juan Pimentel, señor de Allariz, y de su esposa Juana de Castro, señora de Valdeorras y Manzaneda. En 1476, llegó a un acuerdo con su sobrino paterno Francisco, hijo de García Sarmiento —hijo natural y legitimado del I conde de Santa Marta—, y de su esposa y prima Mencía Sarmiento —hija de Pedro Ruiz Sarmiento, V señor de Salinas, y hermana del I conde de Salinas—, mediante el cual le cedía la villa de Santa Marta de Ortigueira así como el título condal:
- Francisco Pérez Sarmiento y Sarmiento, III conde de Santa Marta.[4][10][9][a]

Casó con Constanza de Arellano y Zúñiga, hija de Diego López de Zúñiga y Guzmán, I conde de Miranda del Castañar, y de su primera esposa Aldonza de Avellaneda y Arellano. Sucedió su hija:
- Isabel Pérez Sarmiento de Zúñiga, la Bermeja, IV condesa de Santa Marta.[10]

Fue la primera esposa de Álvaro Pérez de Osorio y Quiñones (m. 1523), III duque de Aguiar, grande de España (último en usar este título), III marqués de Astorga, IV conde de Trastámara, VI señor de Turienzo y de (Villalobos), jefe de la casa de Osorio, IV alférez mayor hereditario del Pendón de la Divisa del rey, caballero de la Orden del Toisón de Oro, etc, con quien casó en 1480 en Santiago de Compostela. Su hija Leonor Osorio y Sarmiento casó en 1524 con su primo Juan de Vega y Enríquez de Acuña. Sucedió su hijo:
- Pedro Álvarez de Osorio y Pérez Sarmiento (m. 1 de noviembre de 1560), V conde de Santa Marta,[13] IV marqués de Astorga,[11] V conde de Trastámara, VII señor de Turienzo y Villalobos, jefe de la casa de Osorio, V alférez mayor hereditario del Pendón de la Divisa del rey y caballero de la Orden del Toisón de Oro.[13]

Casó en primeras nupcias en 1523 con María Ana Pimentel de Herrera. Contrajo un segundo matrimonio con Constanza de Mendoza. Casó en terceras nupcias con Juana de Leyva y Guevara. Sucedió su hijo del primer matrimonio:
- Álvaro Pérez de Osorio y Pimentel de Herrera (1537-29 de septiembre de 1567), VI conde de Santa Marta,[13] V marqués de Astorga,[11] VI conde de Trastámara, VIII señor de Turienzo y Villalobos, jefe de la casa de Osorio y VI alférez mayor hereditario del Pendón de la Divisa del rey.[13]

Casó con Beatriz de Toledo y Enríquez, de quien fue su primer esposo. Sucedió su hijo:
- Antonio Pedro Álvarez de Osorio y Toledo (1559-12 de febrero de 1589), VII conde de Santa Marta,[13] VI marqués de Astorga,[11] VII conde de Trastámara, IX señor de Turienzo y Villalobos, jefe de la Casa de Osorio y VII alférez mayor hereditario del Pendón de la Divisa del rey.[13]

Casó con María Vigil de Quiñones y Beaumont. Sin descendencia, sucedió su tío paterno:
- Alonso Pérez de Osorio y Pimentel de Herrera (m. Valladolid, 24 de diciembre de 1592), VIII conde de Santa Marta,[14] VII marqués de Astorga,[11] VIII conde de Trastámara, X señor de Turienzo y Villalobos, jefe de la casa de Osorio, VIII alférez mayor hereditario del Pendón de la Divisa del rey y caballero de la Orden de Alcántara.

Casó con su sobrina carnal, María de Osorio de Castro y Osorio. Sin descendencia, sucedió su sobrino paterno y hermano de su esposa:
- Pedro Álvarez de Osorio y Osorio de Castro (m. 28 de enero de 1613), IX conde de Santa Marta,[14] VIII marqués de Astorga,[11] IX conde de Trastámara, XI señor de Turienzo y Villalobos, jefe de la casa de Osorio, IX alférez mayor hereditario del Pendón de la Divisa del rey y caballero de la Orden de Calatrava.[14]

Casó el 17 de diciembre de 1593 con Blanca Manrique de Lara y Mendoza. Sucedió su hijo:
- Álvaro Pérez de Osorio y Manrique de Lara (28 de febrero de 1600-20 de noviembre de 1659), X conde de Santa Marta,[14] IX marqués de Astorga,[15] X conde de Trastámara, XII señor de Turienzo y Villalobos, jefe de la Casa de Osorio, X alférez mayor hereditario del Pendón de la Divisa del rey y comendador de Herrera en la Orden de Calatrava.[14]

Casó en primeras nupcias el 15 de marzo de 1621 con María de Toledo y Mendoza. Contrajo un segundo matrimonio en 1641 con Juana Fajardo Manrique de Mendoza, II marquesa de San Leonardo. Sin descendencia, sucedió su sobrino, hijo de su hermana Constanza Pérez de Osorio y Manrique de Lara y de su esposo Antonio Sancho Dávila de Toledo y Colonna, III marqués de Velada, grande de España:
- Antonio Pedro Sancho Dávila y Osorio (m. 27 de febrero de 1689), XI conde de Santa Marta,[14] X marqués de Astorga,[15] XI conde de Trastámara, IV marqués de Velada, II marqués de la Villa de San Román, XIII señor de Turienzo y Villalobos, jefe de la casa de Osorio, XI alférez mayor hereditario del Pendón de la Divisa del rey, gentilhombre de cámara del rey Carlos II de España, virrey de Valencia, virrey de Nápoles, embajador en Roma en los Estados Pontificios, etc.[14]

Casó en primeras nupcias el 24 de febrero de 1634 con Juana María de Velasco y Osorio, III marquesa de Salinas del Río Pisuerga. Casó en segundas nupcias en octubre de 1641 con Ana María de Guzmán y Guzmán, III condesa de Saltés. Sin descendencia, sucedió su hermana:
- Ana Dávila y Osorio (m. 20 de julio de 1692), XII condesa de Santa Marta, XI marquesa de Astorga,[15] XII condesa de Trastámara, XIV señora de Turienzo y Villalobos, jefe de la casa de Osorio y XII alférez mayor hereditario del Pendón de la Divisa del rey.[14]

Casó el 5 de enero de 1650 con Manuel Luis de Guzmán y Manrique de Zúñiga, IV marqués de Villamanrique. Sucedió su hijo:
- Melchor de Guzmán Dávila Manrique de Zúñiga y Osorio (m. 15 de abril de 1710), XIII conde de Santa Marta,[16] XII marqués de Astorga,[15] XIII conde de Trastámara, VI marqués de Velada, IX marqués de Ayamonte, V marqués de Villamanrique, XIV conde de Nieva, V conde de Saltés, XV señor de Turienzo y Villalobos, jefe de la Casa de Osorio, XIII alférez mayor hereditario del Pendón de la Divisa del rey, gobernador de Galicia, caballero de la Orden de Calatrava y comendador de Manzanares en la Orden de Santiago.[16][17]

Casó en primeras nupcias el 18 de diciembre de 1677 con Antonia de la Cerda y Aragón (m. 15 de agosto de 1679). Casó en segundas nupcias el 16 de enero de 1684 con Mariana Fernández de Córdoba y Figueroa, hija de Luis Ignacio Fernández de Córdoba-Figueroa y Enríquez de Ribera, VI duque de Feria, y de su esposa Mariana Fernández de Córdoba Cardona y Aragón. Le sucedió su hija del segundo matrimonio:
- Ana Nicolasa Osorio de Guzmán y Dávila (1692-Madrid, 11 de diciembre de 1762),[17] XIV condesa de Santa Marta,[14] XIII marquesa de Astorga,[15] XIII condesa de Trastámara, y todos los títulos y dignidades de su padre, además del ducado de Atrisco de su prima Ana Bernarda de Guzmán, la primera titular.[17] Fue VII marquesa de Velada,[19] X marquesa de Ayamonte, V marquesa de la Villa de San Román, VI marquesa de Villamanrique, etc.

Casó el 13 de febrero de 1707 con Antonio Gaspar de Moscoso Osorio y Aragón (1689-3 de enero de 1725), XII conde de Monteagudo de Mendoza, VII marqués de Almazán, VIII conde de Altamira, VIII marqués de Poza, VII conde de Lodosa, VII duque de Sanlúcar la Mayor, IV marqués de Leganés, III marqués de Morata de la Vega, IV marqués de Mairena, V conde de Arzarcóllar, V duque de Medina de las Torres, alcalde mayor de los hijosdalgo. Sucedió su hijo por cesión de su madre:
- Ventura Antonio Osorio de Moscoso (m. 29 de marzo de 1734), XV conde de Santa Marta,[16] XIII conde de Monteagudo de Mendoza,[16] VIII marqués de Almazán, XIV conde de Trastámara en sucesión de su abuelo materno, IX conde de Altamira,[21] VIII duque de Sanlúcar la Mayor,[22] VI duque de Medina de las Torres,[24] V marqués de Leganés,[23] IV marqués de Morata de la Vega, IX marqués de Poza, VI conde de Arzarcóllar, V marqués de Mairena, VIII conde de Lodosa, guarda mayor del reino de Castilla, alcalde mayor de los hijosdalgos, V marqués de Monasterio, VII marqués de Villamanrique, XI marqués de Ayamonte, XVI conde de Nieva, VII conde de Saltés por cesión materna. No heredó el marquesado de Astorga por haber fallecido a los diecinueve años de edad en vida de su madre.[16]

Casó con Buenaventura Fernández de Córdoba y Folch de Cardona, (m. 9 de abril de 1768), XI duquesa de Sessa. Le sucedió su hijo:
- Ventura Antonio Osorio de Moscoso y Fernández de Córdoba (15 de diciembre de 1733-6 de enero de 1776),[25] XVI conde de Santa Marta,[26] XIV marqués de Astorga,[15] XV conde de Trastámara, VIII marqués de Velada,[15] VII marqués de la Villa de San Román, VIII conde de Saltés, VIII marqués de Villamanrique, XII marqués de Ayamonte, XVII conde de Nieva, XIV conde de Monteagudo de Mendoza,[26] IX marqués de Almazán, X marqués de Poza, XXI vizconde de Iznájar, XII duque de Sessa, X duque de Baena, XI duque de Soma, XVI conde de Palamós, X conde de Altamira,[21] IX conde de Lodosa, IX duque de Sanlúcar la Mayor,[24] VI marqués de Mairena, VII conde de Arzarcóllar, VI marqués de Leganés,[23] V marqués de Morata de la Vega, VII duque de Medina de las Torres,[27] VI marqués de Monasterio, XII conde de Trivento, XII conde de Avelino, XI conde de Oliveto, caballero de la Orden del Toisón de Oro en diciembre de 1771, gentilhombre de cámara del rey y caballerizo mayor de los príncipes de Asturias.[25]

Contrajo matrimonio el 21 de septiembre de 1749 con María de la Concepción de Guzmán y de la Cerda (m. 7 de octubre de 1803). Le sucedió su único hijo:
- Vicente Joaquín Osorio de Moscoso y Guzmán (Madrid, 17 de enero de 1756-26 de agosto de 1816), XVII conde de Santa Marta,[26] XV marqués de Astorga,[15] XV conde de Trastámara, IX marqués de Velada,[19] VII marqués de la Villa de San Román, VIII conde de Saltés, IX marqués de Villamanrique, XII marqués de Ayamonte, XVII conde de Nieva, XV conde de Monteagudo de Mendoza,[28][26] X marqués de Almazán, XI conde de Altamira,[21] XXII vizconde de Iznájar, XVII conde de Palamós, XIII duque de Sessa,[29] XI duque de Baena,[30] XII duque de Soma, VIII duque de Medina de las Torres,[27] X duque de Sanlúcar la Mayor,[24] VI marqués de Mairena, VII marqués de Leganés,[23] caballero de la Orden del Toisón de Oro, etc.[26]

Casó en primeras nupcias el 3 de abril de 1774 con María Ignacia Álvarez de Toledo y Gonzaga, hija de Antonio Álvarez de Toledo Osorio Pérez de Guzmán el Bueno y de su segunda esposa María Antonia Gonzaga, marqueses de Villafranca del Bierzo, y en segundas, siendo su segundo esposo, con María Magdalena Fernández de Córdoba y Ponce de León, hija de los marqueses de Puebla de los Infantes. Le sucedió el segundogénito de su primer matrimonio:
- Vicente Ferrer Isabel Osorio de Moscoso y Álvarez de Toledo (Madrid, 19 de noviembre de 1777-31 de agosto de 1837), XVIII conde de Santa Marta,[31] XVI marqués de Astorga,[15] XVI conde de Trastámara, XVI conde de Monteagudo de Mendoza,[31] X marqués de Velada,[19] XI marqués de Almazán, XII conde de Altamira,[21] VIII marqués de Leganés,[23] XIV duque de Sessa,[29] XII duque de Baena,[30] XI duque de Sanlúcar la Mayor,[24] etc.

Casó en primeras nupcias, el 12 de febrero de 1798, con María del Carmen Ponce de León y Carvajal, VIII marquesa del Águila, V condesa de Garcíez, hija de Antonio María Ponce de León Dávila y Carrillo de Albornoz, III duque de Montemar, VIII marqués de Castromonte, dos veces grande de España, VII marqués del Águila, V conde de Valhermoso, IV conde de Garcíez, y de María del Buen Consejo Carvajal y Gonzaga, hija de Manuel Bernardino de Carvajal y Zúñiga, VI duque de Abrantes, V duque de Linares, etc. Contrajo un segundo matrimonio el 14 de febrero de 1834 con María Manuela de Yanguas y Frías.Le sucedió su hijo del primer matrimonio:
- Vicente Pío Osorio de Moscoso y Ponce de León (1801-22 de febrero de 1864), XIX conde de Santa Marta,[31] VIII duque de Atrisco,[34] XIII duque de Baena,[30] XVII duque de Maqueda, X duque de Medina de las Torres,[27] IV duque de Montemar,[32] XII duque de Sanlúcar la Mayor,[24] XV duque de Sessa,[29] XIV duque de Soma,[35] XVII marqués de Astorga,[15] IX marqués de Castromonte,[33] IX marqués de Leganés,[23] XI marqués de Velada,[19] XIII conde de Altamira,[21] XIX conde de Cabra,[36] catorce veces grande de España, X marqués del Águila, XII marqués de Almazán, XV marqués de Ayamonte, marqués de Elche, IX marqués de Mairena, XII marqués de Montemayor, XIII marqués de Poza, X marqués de San Román, XI marqués de Villamanrique, VIII marqués de Morata de la Vega, VIII marqués de Monasterio, X conde de Arzarcóllar,[31]conde de Cantillana, VI conde de Garcíez, XII conde de Lodosa, XVII conde de Monteagudo de Mendoza,[31] XIX conde de Nieva, XX conde de Palamós, XI conde de Saltés,[31] conde de Trastámara, XIV conde de Oliveto,[31] VI conde de Valhermoso, XXIV vizconde de Iznájar,[31] XXV barón de Bellpuig,  XV barón de Calonge y XVI barón de Liñola,[31]

Casó con María Luisa de Carvajal Vargas y Queralt, hija de José Miguel de Carvajal y Vargas, II duque de San Carlos, VI conde de Castillejo y IX conde del Puerto.  Fue el último representante de esta línea de la familia Osorio que mantuvo unido todo el patrimonio hereditario acumulado por sus ascendientes y que lo convertían en uno de los principales magnates de España en su época. Fue sumiller de Corps de la reina Isabel II de España.
Casó el 30 de junio de 1821 con María Luisa de Carvajal y Queralt.
El 24 de enero de 1876, el título quedó suprimido. Posteriormente, el título de conde de Santa Marta, así como los de marqués de Almazán, marqués de Montemayor, conde de Monteagudo de Mendoza, conde de Palamós, conde de Valhermoso y vizconde de Iznájar, fueron rehabilitados por Fernando Osorio de Moscoso y López, «como descendiente directo de los respectivos concesionarios y por fallecimiento de su bisabuelo D. Vicente Pío Osorio de Moscoso, último poseedor legal de dichas dignidades».
Rehabilitado en 1915 por
- Fernando Osorio de Moscoso y López (Madrid, 27 de abril de 1893-29 de octubre de 1977), XX conde de Santa Marta,[39] XVIII conde de Monteagudo de Mendoza,[39] XIII marqués de Almazán, XII duque de Medina de las Torres,[27] XXI conde de Palamós, XII marqués de Monasterio, XIV marqués de Montemayor, VI conde de Valhermoso y XXV vizconde de Iznájar.[39] Era hijo de Alfonso Osorio de Moscoso y Osorio de Moscoso y de su esposa María Isabel López de Ansó y Ximénez de Embún, nieto paterno de Fernando Osorio de Moscoso y de su esposa y prima María Eulalia Osorio de Moscoso y Carvajal.[40] Le sucedió su sobrina materna:

- María de la Blanca Barón y Osorio de Moscoso (Ávila, 10 de junio de 1925-Madrid, 8 de marzo de 1999), XXI condesa de Santa Marta,[41][42] XIX condesa de Monteagudo de Mendoza,[41] XIV marquesa de Almazán, XXIV condesa de Priego, XXV condesa de Trastámara, XV marquesa de Montemayor, XX condesa de Santa Marta, VII condesa de Valhermoso.[41]  Era hija de Leopoldo Barón y Torres y de su esposa María del Socorro Osorio de Moscoso y Reynoso, nieta materna de Francisco de Asís Osorio de Moscoso, XVIII conde de Altamira y de su esposa María de los Dolores de Reynoso y Queralt, condesa de Fuenclara.

Casó en Madrid el 12 de junio de 1944 con Jaime Castellano y Mazzarredo, IV marqués de Montemolín, II conde pontificio de Castellano, caballero de la Orden de San Juan de Jerusalén. Sucedió su hijo a quien cedió el título:
- Rafael Castellano y Barón, XXII conde de Santa Marta[41][43] XXV conde de Priego, V marqués de Montemolín y XXV conde de Trastámara.[41]

Casó con María Paloma de la Chica y Cobián, hija de Manuel de la Chica y de su esposa María del Loreto Cobián y Herrera, Sucedió su hija por distribución:
- Marta Castellano de la Chica, XXIII condesa de Santa Marta.[45]